# تشاه دشت محمد خان 13 (صحرا بردسكن)
تشاه دشت محمد خان 13 (بالإنجليزية: Chah-e Dasht Mohammad Khan 13)‏ هي مستوطنة تقع في إيران في قسم صحرا الريفي.